# NGC 485
NGC 485 (другие обозначения — UGC 895, MCG 1-4-32, ZWG 411.32, IRAS01188+0645, PGC 4921) — спиральная галактика (морфологический тип по Хабблу Sa) в созвездии Рыб. Открыта Джоном Гершелем в 1828 году, описывается Дрейером как «тусклый, довольно крупный объект круглой формы, в 3½ минутах к юго-западу наблюдается звезда 8-й величины».
Этот объект входит в число перечисленных в оригинальной редакции «Нового общего каталога».

## В составе групп галактик
Входит в состав группы галактик NGC 470.
Кроме этого, идентифицируется как объект группы NGC 524 из 14 галактик. Помимо неё в составе последней наиболее яркими представителями группы являются NGC 470, NGC 474 и NGC 520. В группе идентифицируется положением на юг от NGC 524.